# Liste der Naturdenkmale in Trippstadt
Die Liste der Naturdenkmale in Trippstadt nennt die im Gemeindegebiet von Trippstadt ausgewiesenen Naturdenkmale (Stand 2. April 2013).

## Naturdenkmale
| Nr.         | Bezeichnung            | Lage                                                             | Beschreibung               | Bild                                    |
| ----------- | ---------------------- | ---------------------------------------------------------------- | -------------------------- | --------------------------------------- |
| ND-7335-255 | Fuchsbrunnen           | Langensohl, nordöstlich des Ortes an der K 53 Lage               | gefasste Quelle            | Fotos hochladen                         |
| ND-7335-257 | Kaltenborn             | Trippstadt, nordwestlich des Ortes im Kaltenborner Tal Lage      | ungefasste Waldquelle      | Direkt Bild zu diesem Denkmal hochladen |
| ND-7335-258 | Plickersweiher         | Trippstadt, südlich des Ortes an der L 500 Lage                  | Weiher mit Verlandungszone | Direkt Bild zu diesem Denkmal hochladen |
| ND-7335-259 | Hindenburgkiefer       | Johanniskreuz, südlich des Ortes; Abteilung Kiefer-Köpfchen Lage | Pinus sylvestris           | Direkt Bild zu diesem Denkmal hochladen |
| ND-7335-260 | Kastanienbaum          | Johanniskreuz, bei Nr. 5 Lage                                    | Aesculus hippocastanum     | Fotos hochladen                         |
| ND-7335-281 | Eiche am Aschbacherhof | Aschbacherhof, bei Nr. 1 Lage                                    | Quercus sp.                | Direkt Bild zu diesem Denkmal hochladen |
| ND-7335-284 | Eiche am Antonihof     | Trippstadt, östlich des Ortes am Antonihof Lage                  | Quercus sp.                | Direkt Bild zu diesem Denkmal hochladen |
| ND-7335-285 | Eiche im Nassdell      | Aschbacherhof, südlich des Ortes; Abteilung Wittgenberg Lage     | Quercus robur              | Direkt Bild zu diesem Denkmal hochladen |